# Контрола оргазма
Контрола оргазма или оргазамска контрола, такође еџинг (од енгл. edging), пикинг (од енгл. peaking) или сурфинг (од енгл. ), сексуална је техника која може да се практикује или насамо или с партнером и која укључује одржавање високог нивоа сексуалног узбуђења на дужи временски период без постизања сексуалног климакса. Слична је техници винус батерфлај (енгл. Venus Butterfly) која се наводи у делу The One Hour Orgasm (досл. „Једносатни оргазам”) из 1988. године аутора Лије и Боба Шварца.
Пошто контрола оргазма продужава искуство моћних сексуалних сензација које се јављају током финалног накупљања пред оргазам, физичке потребе да се држи (самостално или од друге стране) у овом стању узбуђења дужи временски период могу да индукују пријатно и готово еуфорично стање.
Контрола оргазма може да буде на начин да сексуални партнер контролише оргазам другог партнера, или да особа сама одгађа сопствени оргазам током сексуалне активности с партнером или мастурбације. Да би се савладала контрола оргазма, може да се користи било који метод сексуалне стимулације.
Кад се донесе одлука да се оргазам деси, физички осећаји могу да буду већи и увелико угоднији него ако се оргазам искуси конвенционално. Контрола оргазма је поменута као „спора мастурбација” (енгл. slow masturbation) у делу The New Joy of Sex („Ново уживање у сексу”) из 1993. године аутора Алекса Комфорта, односно као „продужени масивни оргазам” (енгл. extended massive orgasm) у истоименом делу из 2000. године аутора Вере и Стива Боданског.

## Мастурбација
Када се практикује насамо, контрола оргазма је благотворна за појачавање сексуалног задовољства; исто тако је корисна и као средство за тренирање које омогућава ономе ко га употребљава да продужи трајање секса с партнером.
Пошто соло мастурбација пружа прецизну контролу над осећањима, тајминг и брзину стимулације, многи људи примењују оргазамску контролу сами. Једна техника, обично позната као еџинг (од енгл. ), укључује мастурбирање све до момента када се достигне тзв. ’плато’ фаза пре него што се оргазам деси; потом се нагло стаје пре него што се искуси сексуални климакс. Друга техника, обично позната као сурфинг (од енгл. ), укључује достизање ’плато’ фазе и успоравање стимулације да се одржи повишен ниво сензације продужен период. Понављање неке од ових техника више пута током исте мастурбационе сесије може да резултује јачим, интензивнијим оргазмом.
Контрола оргазма је боља при соло мастурбацији. Ово је директан резултат чињенице да је појединац тако у могућности да потпуно контролише интензитет и трајање стимулације без потребе да се ослања на заустављање партнера или мењање типа стимулације да би се оргазам одгодио. Мастурбација је тако лакши начин да се увиди где су границе појединца, а такође може да се доживи као почетна тачка у техници контроле оргазма.
Контрола оргазма се најлакше савладава путем солитарне мастурбације, с тим да многи појединци уживају укључујући елементе контроле оргазма у сексу с партнером. Мастурбација пружа појединцу могућност да спозна више о свом телу и количини задовољства коју може да добије без постизања оргазма.
Како су Вера и Стив Бодански описали у делу Extended Massive Orgasm: How You Can Give and Receive Intense Sexual Pleasure (досл. „Продужени масивни оргазам: Како можете да дате и добијете интензивно сексуално задовољство”), мастурбација која се практикује с циљем контроле оргазма мора да се изводи с намером чињења сваког потеза изврсним осећањем а не отпуштањем тензије — као што је то случај код „једноставне” мастурбације. Како би се овај тип мастурбације исправно спровео у дело, исти аутори сугеришу постепену стимулацију (нпр. гениталија) и потом стварање конекција између примарног подручја (нпр. пенис или клиторис) и секундарног подручја (нпр. усне, брадавице или други делови тела; ерогене зоне). Веза између двају подручја се успоставља када их појединац стимулише потпуно истим покретима, истог интензитета.

### Жене и мушкарци
Самостимулација може да помогне и женама и мушкарцима да открију и достигну границе свог тела те да савладају технике које помажу у контролисању сексуалног оргазма.
Жене
Када је примењују жене, пошто има мало или нимало посторгазамског рефракторног периода, може да се ужива директна сексуална стимулација на дуже временске периоде те са вишом фреквенцијом и повећаним интензитетом.
Мушкарци
Када је примењују мушкарци, контрола оргазма омогућава да се ужива директна сексуална стимулација без чекања током рефракторног периода уобичајеног након оргазма. Код мушкарца, брзина трљања или глађења пениса може да варира како би се на одређен начин дошло до руба ејакулације. Контролом оргазма, мушкарац може да искуси дужи или интензивнији оргазам; количина семена која се избаци током ејакулације може да буде већа.

## Секс с партнером
Када се дели у сексуалној активности између два партнера, један партнер стимулише другог постепено га доводећи до високе тачке у ’плато’ фази где се оргазам постепено приближава; потом се смањује ниво стимулације на таман испод онолико колико је потребно да се изазове оргазам. Ако се контрола оргазма препусти партнеру и оргазам не дозволи одређено време како би се накупио виши ниво сексуалне тензије, у питању је еротско сексуално порицање. Ако се пажљиво варира интензитетом и брзином стимулације, те вежбајући са истим партнером како би се спознале његове или њене реакције, особа може да се држи у високо узбуђеном стању пред оргазам. Овај процес може да се понавља по жељи, али у одређеном моменту понављање може да узрокује нагон да се сврши пре засићења. Када партнер на крају пружи довољно стимулације да се постигне оргазам, исти може да буде јачи него иначе због повишеног нивоа напетости (енгл. tension) и узбуђења (енгл. arousal) који се накупљају током продужене стимулације. Ако се партнер чији се оргазам контролише, често познат као субмисивни партнер, „веже” — оргазам може да се исконтролише боље (метод понекад познат као нерешено и спутавање; с друге стране, ако се оргазам одбије, у питању је прво спутавање и одбијање па у коначници потпуно одбијање уз могуће додатне елементе освете). Још једна могућност се отвара за једног партнера како би помогао да се добију вишеструки оргазми код другог.